# Danilo Antonipieri
Danilo Antonipieri (* 26. Januar 1964) ist ein ehemaliger italienischer Biathlet und Skilangläufer.
Danilo Antonipieri startete für den CS Carabinieri di Selva di Val Gardena. Seinen größten internationalen Erfolg hatte der Carabiniere bei den Bogenbiathlon-Europameisterschaften 2001, bei denen er im Staffelrennen mit Daniele Conte, Alessandro Morassi und Alberto Peracino hinter den Vertretungen aus Frankreich und Russland die Bronzemedaille gewann. Bei den Militär-Skiweltmeisterschaften 2004 in Östersund erreichte der Italiener im 10-Kilometer-Freistilrennen im Skilanglauf den 66. Rang. Nach der aktiven Karriere erreichte er eine verantwortliche Position in seinem Verein.